# Półobraz
Półobraz (ang. field, pole) – część transmitowanego przez telewizję obrazu, składająca się z samych parzystych bądź samych nieparzystych linii obrazowych.
Półobrazy występują jedynie w systemach telewizyjnych wykorzystujących przeplot. Wtedy pełny obraz (ramka) generowany jest w dwóch cyklach: w pierwszym wyświetlane są linie nieparzyste, w drugim linie parzyste; daje to złudzenie większej płynności obrazu. Sposób ten stosowany był w systemach telewizji analogowej, ze względu na ograniczone pasmo transmisji i chęć zapewnienia akceptowalnej płynności przesyłanych programów telewizyjnych.